# Tháng giêng
Trong âm lịch, hiện nay thuật ngữ tháng giêng (hay chính nguyệt) dùng để chỉ tháng thứ nhất của năm. Tháng này còn gọi là tháng Dần. Ngày đầu tiên của tháng này có thể dao động trong khoảng giữa hai tiết Đại hàn và Vũ thủy, nhưng nói chung nó chủ yếu dao động xung quanh tiết Lập xuân trong phạm vi ±10 ngày (xem thêm tiết khí). Việc xác định ngày bắt đầu cũng như số ngày trong tháng phụ thuộc vào khoảng thời gian giữa hai trăng mới (new moon) kế tiếp nhau, tuy nhiên nói chung thì nó có 29 hoặc 30 ngày. Ngày đầu tiên của tháng này là Tết Nguyên Đán. Đa phần các lễ hội của Việt Nam hiện nay tập trung trong tháng giêng. Trong âm lịch, tháng giêng là tháng hiếm khi nhuận (rất thú vị là người ta không thể ăn hai Tết Nguyên Đán trong vòng chỉ có một tháng), mặc dù vậy nhưng theo một số phép tính lịch trước thì đến năm 2148 (Mậu Thân) sẽ nhuận tháng giêng (Mùng 1 tháng Giêng âm lịch vào ngày Chủ nhật 21.1.2148, mùng 1 tháng Giêng nhuận vào thứ Ba ngày 20.2.2148). Trước đó, năm Quý Hợi 1803 lịch Việt Nam cũng nhuận tháng giêng. Đôi khi người ta vẫn gọi là tháng một, tuy nhiên đa phần hiểu tháng một âm lịch là tháng thứ 11 (tháng Tý) trong những năm âm lịch thường. Các nhà lập lịch còn thêm Can vào trước tên gọi của tháng, nên trên lịch có các tên tháng như Giáp Dần, Bính Dần, Mậu Dần, Canh Dần, Nhâm Dần tùy theo từng năm. Tuy nhiên, rất khó nhớ cách gọi này nếu không nhìn vào lịch.